# 源義清 (武田冠者)
源 義清（みなもと の よしきよ）は、平安時代後期の武将。『尊卑分脈』によれば、河内源氏の一族で甲斐源氏の初代当主である源義光（新羅三郎義光）の三男（次男とも）。甲斐源氏2代当主。母は平清幹の娘（平成幹の姉または妹にあたる）。また、信濃源氏の祖源頼季（父義光の叔父）の子井上満実は彼の従兄弟に当たる。
『尊卑分脈』によれば源義光には七男がおり、義清の兄には佐竹氏の祖となった義業・福士氏の祖となった源実光、弟には盛義（刑部四郎・平賀冠者）・親義（刑部五郎・岡田冠者）・祐義（刑部六郎・覚義（寺阿闍梨）がいる。
幼名は音光丸。通称は刑部三郎・武田冠者で、「刑部」は義光が刑部丞であったことに由来していると考えられている。武田義清・逸見義清とも。子に清光（逸見清光）、師光、加賀美遠光、安田義定らがある。

## 略歴

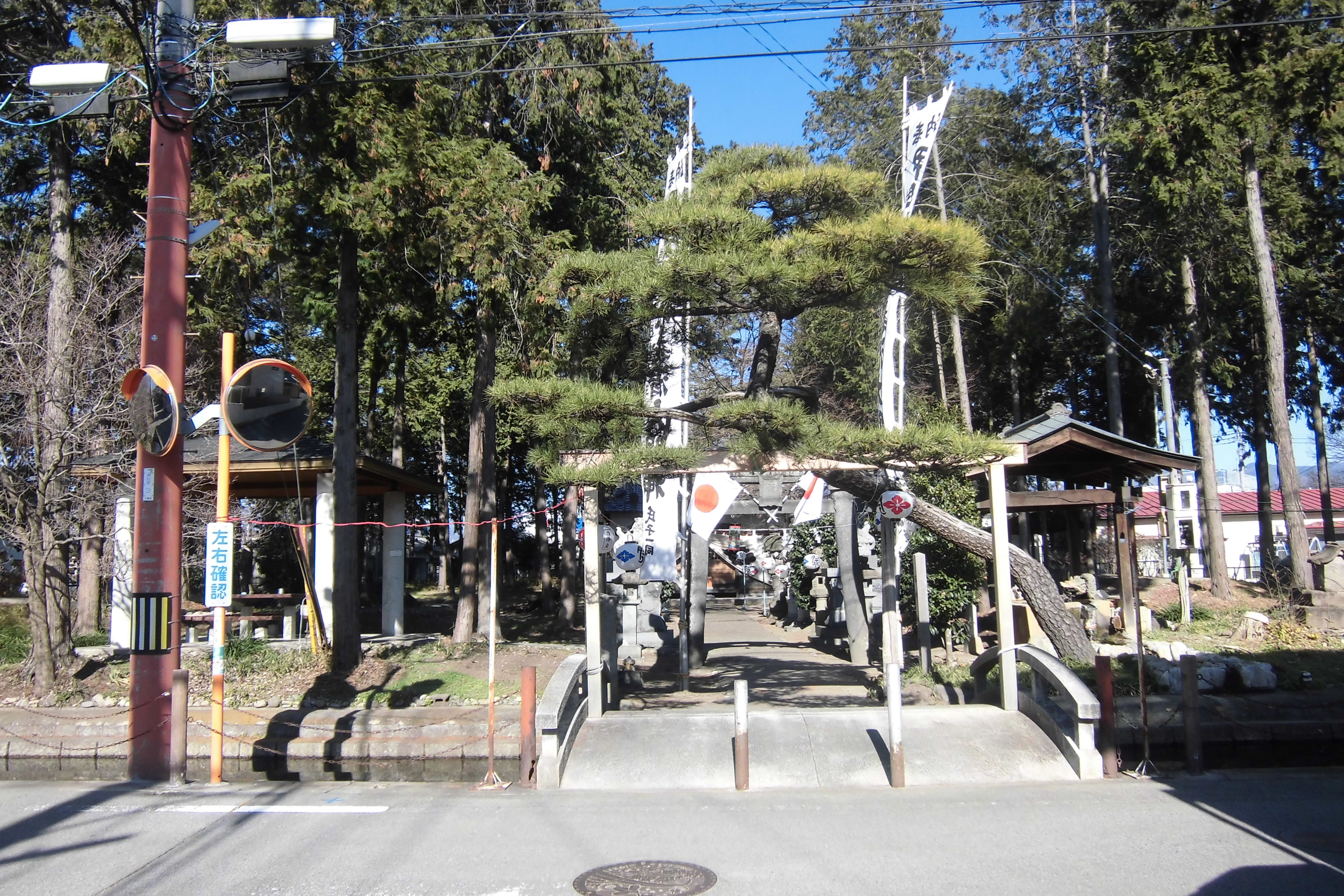
義清神社

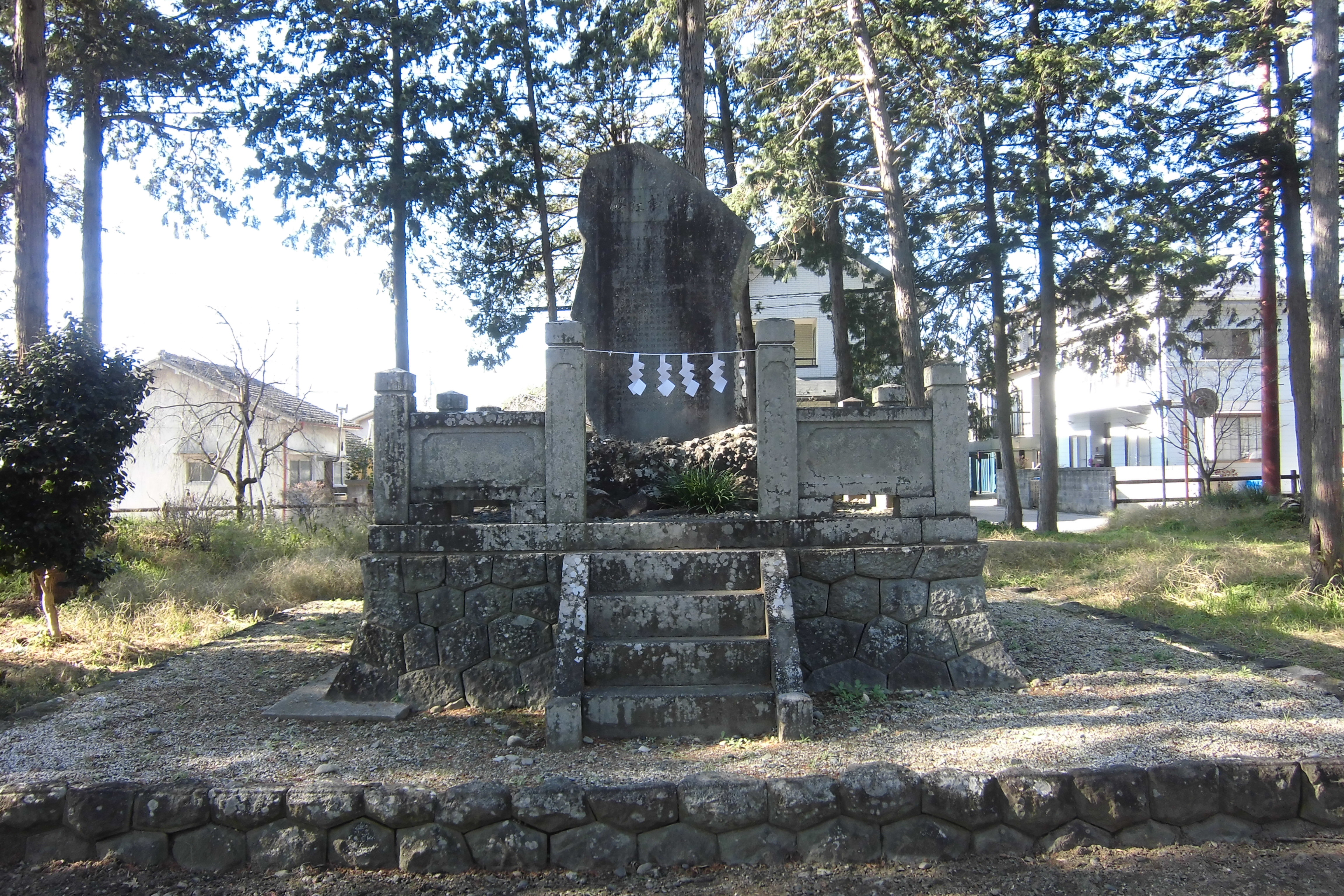
義清神社・石碑

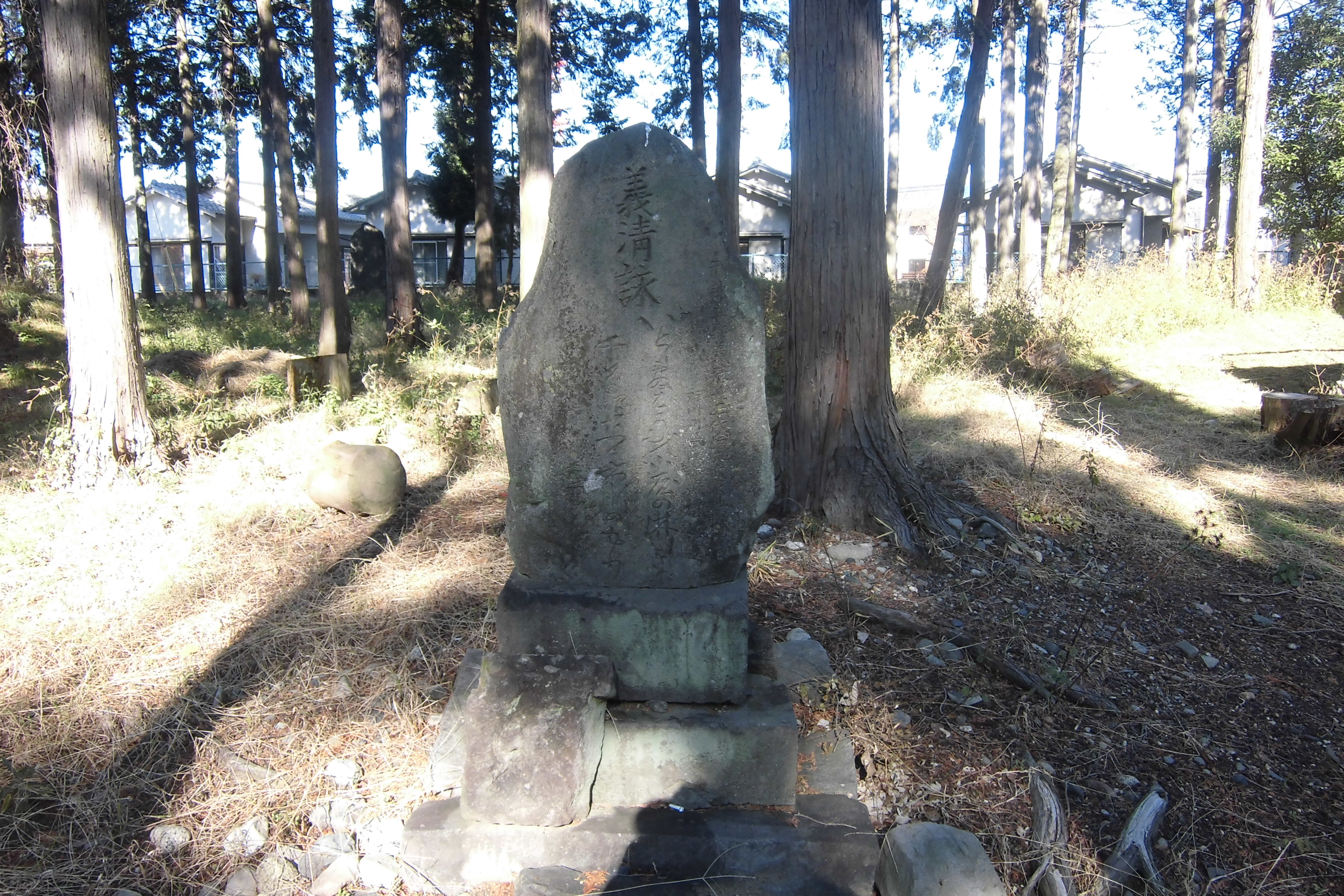
義清神社・歌碑

父の義光は常陸国の平清幹の娘を嫡男・義業の室とし、義業の子孫は佐竹氏として常陸へ土着した。義光は続いて清幹から常陸国那珂郡武田郷（茨城県ひたちなか市武田）を譲り受けると義清に与え、義清は「武田冠者」を名乗る。義清は祖父・源頼義の弟である頼清（陸奥守）の三男・源兼宗（上野介）の娘を室とすると、天永元年（1110年）には嫡男・清光が生まれる。大治2年（1127年）10月20日には義光が死去する。
源師時日記『長秋記』や『尊卑分脈』に拠れば、大治5年（1130年）に清光は武田郷と隣郷の境界を巡り紛争を起こし、平清幹の嫡男でもある常陸の在庁官人・大掾盛幹と敵対する。義清・清光はこの抗争において敗北し、天承元年（1131年）には勅勘を蒙って甲斐国の市河荘へ配流となる。
義清・清光は甲斐国へ赴くと、巨摩郡平塩岡（山梨県西八代郡市川三郷町市川大門）に館を構えたという。義清は長承2年（1133年）頃において市河荘司となっている。なお、安田義定を義清の子息とした場合、義定は甲斐において長承3年（1134年）に誕生している。
その後、義清・清光親子は八ヶ岳南麓の巨摩郡逸見郷へ進出すると、多麻荘若神子に本拠を構える、若神子城を築城したという。「正覚寺過去帳」によれば、義清は久安元年（1145年）7月23日に市河荘で死去する。
義清・清光が当初本拠とした市河荘の荘域は現在の昭和町に及んでいたと考えられているが、昭和町西条に所在する義清神社は、『甲斐国志』等に拠れば義清が晩年に居住した居館跡とする伝承がある。さらに、義清神社の近在には義清の墳墓と伝わる義清塚がある。義清の子孫は甲府盆地の各地に土着し、清光以降脈々と続く甲斐源氏の始祖となった。その末裔には武田氏を筆頭として、南部氏、小笠原氏、三好氏といった諸族が分出している。
近代には1894年（明治27年）の義清750年祭を記念して義清神社に石碑が建立された。石碑は西条村の村長と義清神社の神主が文学博士・川田剛に依頼したもので、川田の撰文で、日下部東作の書。題額は公爵・近衛篤麿。石工は志村三代蔵。内容は義清の徳政を讃えたもので、建立に携わった「東京清和会」には武田氏の子孫や甲州財閥の若尾逸平らが加わっている。また、義清神社境内には『甲斐国志』に所載の義清の和歌「いとどしく 埴生の小屋の いぶせきに 千鳥鳴くなり 市河の里」の歌碑も建てられている。